# 洛陽焼溝漢墓
洛陽焼溝漢墓（らくようしょうこうかんぼ、拼音: Luò yáng Shāo gōu Hàn mù）は、中国洛陽で発見された漢代の墓群。1952年に発掘調査が行われ、全体では戦国時代から漢代に至るまでの1000基強の墓葬区であることが確認された。発掘が行われた漢代の墓は型式分類され、漢墓編年の基準となっている。

## 概要
洛陽市の郊外、西北約1.5㎞にある焼溝村で発見された墓群。調査が行われた225基の漢墓は、前漢前期がないものの、紀元前2世紀末から3世紀前半の約340年間分が確認された。漢代は墓が木槨墓から塼室墓へ、あるいは竪穴墓から横穴墓へ移行した時期とされていたが、焼溝漢墓でまとまった数が発掘調査されたことでその変遷が明らかになった。発掘調査を行った中国科学院考古研究所は、1959年に出版した発掘調査報告書『洛陽焼溝漢墓』にて、漢代の墓を6期に分類する編年を発表し、墓葬や墓室の形状だけでなく、出土した壺・鼎・漢鏡・貨幣などの遺物の編年との並行関係も明らかにした。焼溝漢墓編年は細かい修正が重ねられているが、1990年代でも漢墓編年の基準となっている。

## 漢墓の型式分類と編年
『洛陽焼溝漢墓』では、時代区分を次の6期としている。また、墓の型式を天井の形状によって5つに大別し、さらに平面形状などにより細分している。なお、分類されているのは223基である。
| 時代区分 | 時代区分 | 王朝 | 皇帝          | 実年代                    | 第1型墓葬 | 第1型墓葬 | 第1型墓葬 | 第2型墓葬 | 第2型墓葬 | 第3型墓葬 | 第3型墓葬 | 第4型墓葬 | 第5型墓葬 | 第5型墓葬 |
| 時代区分 | 時代区分 | 王朝 | 皇帝          | 実年代                    | １式      | 2式       | 3式       | 1式       | 2式       | 1式       | 2式       |           | 1式       | 2式       |
| -------- | -------- | ---- | ------------- | ------------------------- | --------- | --------- | --------- | --------- | --------- | --------- | --------- | --------- | --------- | --------- |
| 第1期    | 第1期    | 前漢 | 武帝 - 宣帝   | 紀元前118年から紀元前65年 | 41基      |           |           |           |           |           |           |           |           |           |
| 第2期    | 第2期    | 前漢 | 宣帝 - 元帝   | 紀元前64年から紀元前33年  |           | 3基       | 13基      |           |           |           |           |           |           |           |
| 第3期    | 前期     | 前漢 | 成帝 - 王莽   | 紀元前32年から紀元6年     |           |           |           | 51基      | 37基      |           |           |           |           |           |
| 第3期    | 後期     |      | 王莽 - 光武帝 | 紀元7年から紀元39年       |           |           |           |           |           | 32基      |           |           |           |           |
| 第4期    | 第4期    | 後漢 | 光武帝 - 明帝 | 紀元40年から紀元75年      |           |           |           |           |           |           | 10基      | 23基      |           |           |
| 第5期    | 第5期    | 後漢 | 章帝 - 質帝   | 紀元76年から紀元146年     |           |           |           |           |           |           |           |           | ２期      |           |
| 第6期    | 第6期    | 後漢 | 桓帝 - 献帝   | 紀元147年から紀元220年    |           |           |           |           |           |           |           |           |           | 11基      |

### 型式
墓の形状は基本的に竪穴墓道（断面がL字形になる墓坑）が主流で、階段型墓道や斜坡墓道もみられる。また工法としては土洞墓が65％、塼室墓が35%である。

#### 第1型墓葬
平坦な天井（平頂形）で、墓室の長さによって3つに分類される。1式は墓室が短く、棺のすぐ前に墓門があり、耳部屋（副葬品を置く小部屋）が棺の横にあるタイプ。3式は墓室の長さが長いもの。2式は1式と3式の中間タイプである。墓葬は単棺（被葬者が一人）が50%を占め、工法は塼墓が61%である。

#### 第2型墓葬
墓坑の間口がアーチ型の天井（弧頂型）で、甬道の有無によって2つに分類される。1式は墓室から墓門までの天井が同じ高さのもの。2式は甬道を持ち、その部分の天井が低くなっているもの。平面構造も独特なものが見られる。墓葬は双棺が78%で、工法は塼墓が69%である。

#### 第3型墓葬
ドーム型（穹窿頂型）の天井をもつ前室とアーチ型の天井の後室の前後2室に分かれており、階段型墓道の有無により2つに分類される。1式は通常の竪穴墓道のもの。2式は階段型墓道を持つものである。墓葬は双棺が83%で、工法は塼墓が64%である。

#### 第4型墓葬
前後室を持ち、天井は長手方向のドーム型（放物線頂型）が多いが、一部にダブルドーム（双穹窿頂型）が見られる。墓葬は双棺が69%で、工法は塼墓が46%である。

#### 第5型墓葬
3型の発展型で、甬道がなく前室が広い1式と、後室がない2式がある。墓葬は多棺墓が73%と多いことが特徴で、工法は塼墓が85%である。

## 鏡の編年
鏡は95の墓から、合計で134面が出土している。基本的には1人1面であり、棺に納められる場合は頭部付近に置かれることが多いが、少数ながら胸の上や足元に置かれる例もある。出土する鏡の鏡式の編年は、以下のようになっている。なお、鏡式名は中国における名称である。
| 鏡式         | 第1期 | 第2期 | 第3期 | 第3期 | 第4期 | 第5期 | 第6期 |
| 鏡式         | 第1期 | 第2期 | 前期  | 後期  | 第4期 | 第5期 | 第6期 |
| ------------ | ----- | ----- | ----- | ----- | ----- | ----- | ----- |
| 草葉紋鏡     | 1面   |       |       |       |       |       |       |
| 星雲鏡       | 4面   | 3面   |       |       |       |       |       |
| 日光鏡       |       | 3面   | 8面   | 5面   |       |       |       |
| 昭明鏡       |       | 3面   | 10面  | 6面   |       |       |       |
| 變形四螭紋鏡 |       |       | 9面   | 2面   |       |       |       |
| 四乳鏡       |       |       | 3面   | 1面   | 2面   |       |       |
| 連弧紋鏡     |       |       |       | 1面   |       |       |       |
| 規矩鏡       |       |       |       | 4面   | 3面   | 2面   |       |
| 雲雷紋鏡     |       |       |       |       |       | 4面   |       |
| 夔形四葉鏡   |       |       |       |       |       | 1面   |       |
| 長冝子孫鏡   |       |       |       |       |       | 1面   | 5面   |
| 四鳳鏡       |       |       |       |       |       |       | 1面   |
| 人物画像鏡   |       |       |       |       |       |       | 1面   |
| 變形四葉鏡   |       |       |       |       |       |       | 2面   |
| 三獣鏡       |       |       |       |       |       |       | 1面   |
| 鉄鏡         |       |       |       |       |       |       | 7面   |